# Roberto Mantovani (geologo)
Roberto Mantovani (Parma, 25 marzo 1854 – Parigi, 10 gennaio 1933) è stato un geologo e violinista italiano, noto per aver formulato nel 1878 una teoria che prevedeva la deriva dei continenti per una dilatazione globale della Terra.

## Biografia
Nacque nell'allora Ducato di Parma e Piacenza da Timoteo Mantovani, che morì sei mesi dopo la nascita di Roberto, e da Luigia Ferrari. Venne aiutato negli studi da don Pietro Bellati, un sacerdote che insegnava presso gli ospizi civili di Parma, il quale lo fece entrare come convittore alla regia Scuola di musica di Parma dove studiò con Giuseppe Del Majno. Conseguì il diploma onorifico in violino nell'agosto 1872 e completò da autodidatta l'istruzione nelle discipline scientifiche e la conoscenza delle lingue straniere.
Dopo il servizio militare (1874), nel 1877 partì per una tournée in alcune colonie francesi, e nel giugno 1878 giunse a Réunion, un'isola vulcanica posta nell'oceano Indiano a est del Madagascar. Rimase a Saint-Denis (Riunione), capitale di Réunion, dove svolse la professione di insegnante di musica e divenne console onorario italiano. Nel 1880 sposò Anna Piet, figlia di un facoltoso farmacista locale, da cui ebbe numerosi figli.
La crisi economica dell'isola della Riunione, seguita all'apertura del Canale di Suez, spinse Mantovani a trasferirsi dapprima alle Mauritius (1893), e successivamente dal 1899 a Saint-Servan-sur-Mer, nel nord della Francia. Fino al 1910 riprende a dare lezioni di musica, esegue concerti e pubblica dei lavori in cui espone la sua teoria sulla espansione della Terra, ossia l'ipotesi che la Terra si dilati a causa delle leggi generali dell'universo. Non è noto cosa abbia fatto nel periodo compreso fra il 1910 e il 1924, se si eccettua la pubblicazione di un trattato di tecnica violinistica nel 1922. Si suppone sia tornato a Réunion negli anni precedenti la prima guerra mondiale, e che vi sia rimasto fino ai primi anni '20. In ogni modo, nel 1924 era a Parigi e divenne socio della Société géologique de France dietro presentazione di Pierre-Marie Termier (1859-1930) e Paul Lemoine. Fu un articolo di Jacques Bourcart ad attirare l'attenzione della comunità scientifica internazionale su Mantovani, il quale venne citato da Wegener come autore di ipotesi simili alle sue
(Alfred Wegener, Die Entstehung der Kontinente und Ozeane, 1929)
Nel 1930 Roberto Mantovani pubblica il suo ultimo lavoro, in francese ma stampato in Italia, dedicato all'ambasciatore d'Italia a Parigi, il conte Gaetano Manzoni. Morì a Parigi tre anni dopo.